# NGC 4631

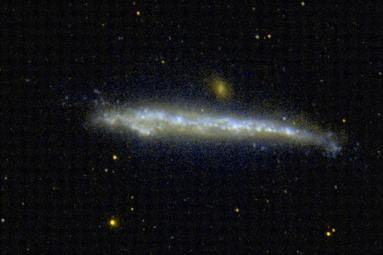
Hình ảnh tia cực tím của NGC 4631

NGC 4631 (còn được biết đến với tên là Thiên hà Cá Voi hoặc Caldwell 32) là tên của một thiên hà xoắn ốc có thanh chắn và nằm trong chòm sao Lạp Khuyển. Thiên hà này hơi biến dạng tạo thành một cái mũi hơi nhọn khiến nó có hình dáng giống như là một con cái trích hay cá voi, do đó nó đặt được theo biệt danh của nó. Bởi vì nó gần Trái Đất nên các nhà nghiên cứu thường quan sát nó để hiểu thêm về các chất khí và những ngôi sao nằm bên ngoài mặt phẳng thiên hà.
NGC 4631 chứa một vùng hình thành sao với tỉ lệ rất cao nằm ở trung tâm. Sự hình thành sao mạnh mẽ là bằng chứng của sự phát ra hydro ion và bụi vũ trụ được nóng lên. Điều này là do những ngôi sao hình thành ở khu vực trung tâm. Ngôi sao có khối lượng lớn được hình thành trong vùng hình thành sao đã đốt cháy khí hydro thông qua phản ứng tổng hợp hạt nhân trong vòng một thời gian ngắn và sau đó nó phát nổ. Vụ nổ đó là vụ nổ siêu tân tinh. Có rất nhiều vụ nổ siêu tân tinh ở trong vùng trung tâm của NGC 4631, vụ nổ này thổi các chất khí ra khỏi mặt phẳng thiên hà. Gió thiên hà của nó có thể được nhìn thấy bằng hình ảnh chụp tia X và sự phát ra quang phổ. Luồng khí từ gió thiên hà có nhiệt độ cao, phát ra tia X và bao quanh toàn bộ thiên hà.